# Głuchołazy

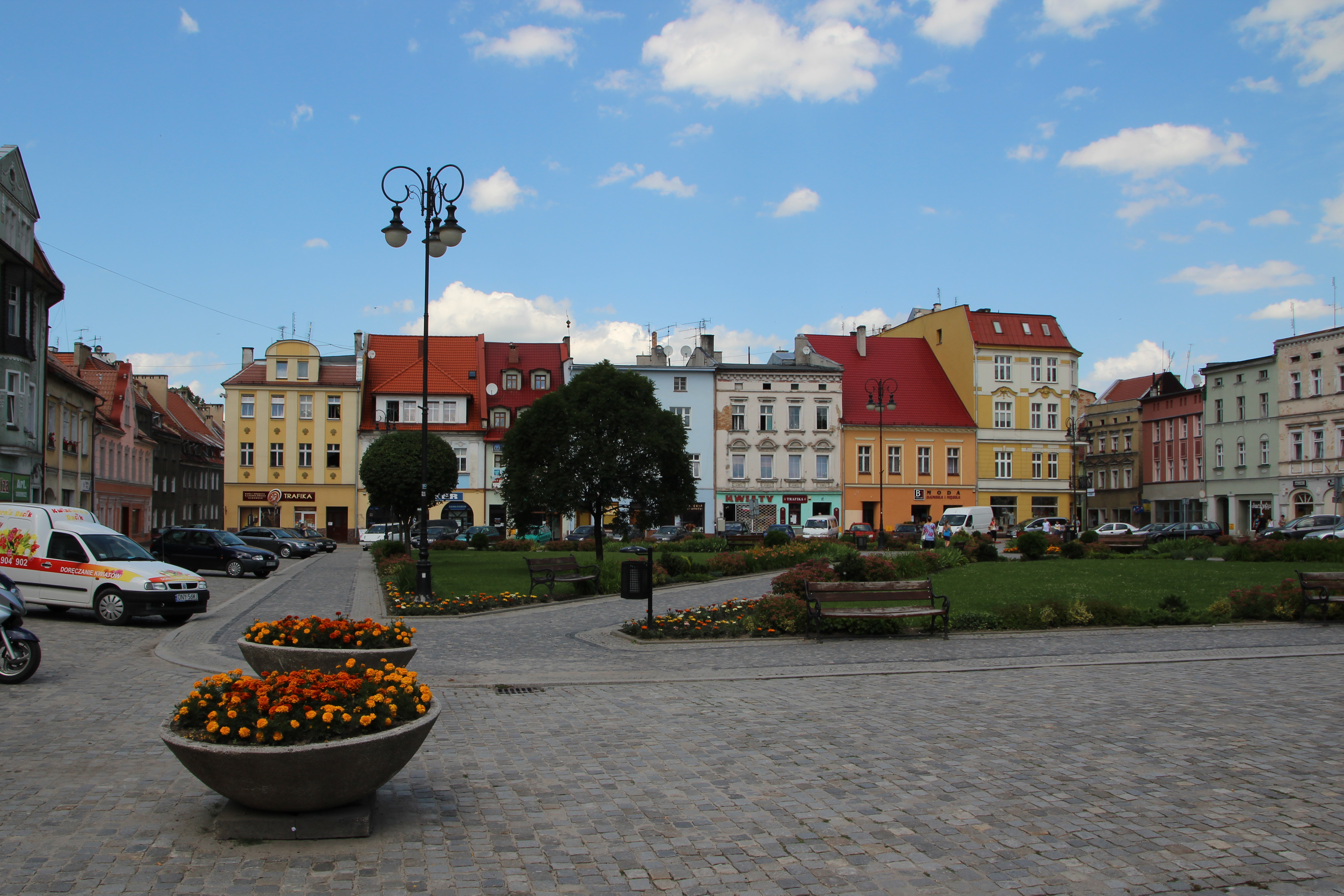

Głuchołazy (en silésien : Gůchołazy) est une ville de Silésie centrale (dans le district de Nysa aujourd'hui dans la voïvodie d'Opole en Pologne). Ses anciens noms furent Kozia Szyja, Cygenhals, littéralement « Cou de chèvre », tchèque Hlucholazy, allemand Ziegenhals, ou Bad Ziegenhals, latin Capricolum.

## Histoire
Lors de la tempête Boris, qui provoque les inondations de 2024 en Europe centrale, les eaux ont débordé au-dessus des digues de la ville. L'eau de la rivière Biala, un affluent de la Nysa Klodzka,  inonde le centre ville malgré les barrières de sacs de sable construites par les habitants.

## Jumelages et relations internationales
- Nieder-Olm, Rhénanie-Palatinat, Allemagne
- Jeseník, République tchèque
- Mikulovice, République tchèque
- Zlaté Hory, République tchèque

source : http://www.glucholazy.pl/um/in1.php?k1=102&k2=060313191213&nr=060804135700